# Xã Drytown, Quận Izard, Arkansas
Xã Drytown (tiếng Anh: Drytown Township) là một xã thuộc quận Izard, tiểu bang Arkansas, Hoa Kỳ. Năm 2010, dân số của xã này là 288 người.